# Bryce Nunnelly
Joshua Bryce Nunnelly (Cleveland, 28 aprile 1998) è un giocatore di football americano statunitense, che gioca come wide receiver per gli Helsinki Roosters.
Dopo aver giocato al college per due diverse squadre si è trasferito ai tedeschi Schwäbisch Hall Unicorns, coi quali ha vinto il campionato nazionale. Ha quindi firmato con i St. Louis BattleHawks della XFL, ma è stato presto tagliato; è quindi tornato a giocare in Europa, prima con gli Stuttgart Surge, poi in Finlandia agli Helsinki Roosters.

## Palmarès
- 1 German Bowl (2022)